# Bairins högra baner
Bairins högra baner är ett baner i Inre Mongoliet i Folkrepubliken Kina, omkring 670 kilometer nordost om regionhuvudstaden Hohhot.